# Synagoge Hospitalstraße (Opole)

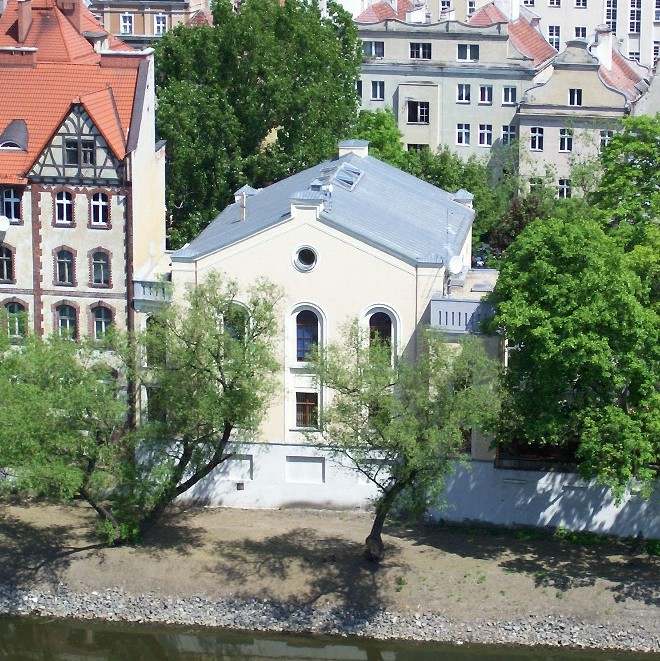
Die ehemalige Synagoge von 1840

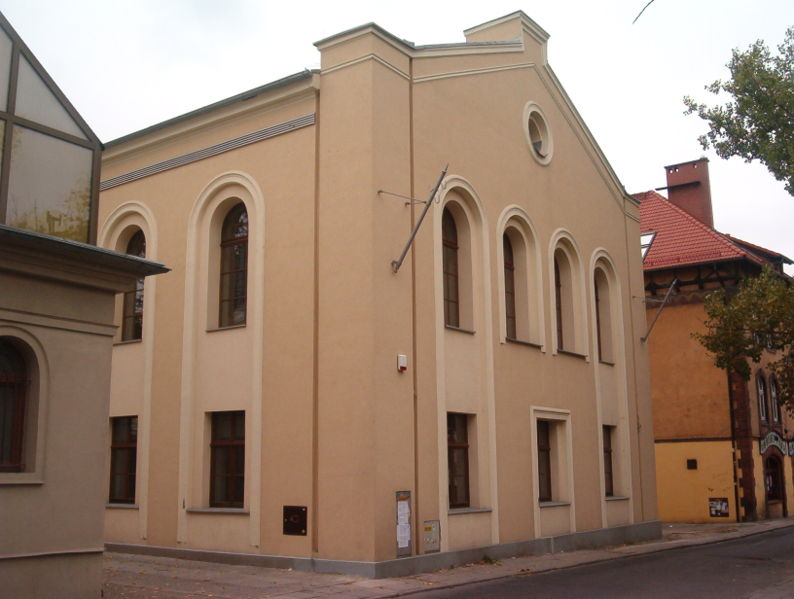
Ansicht von der Hospitalstraße

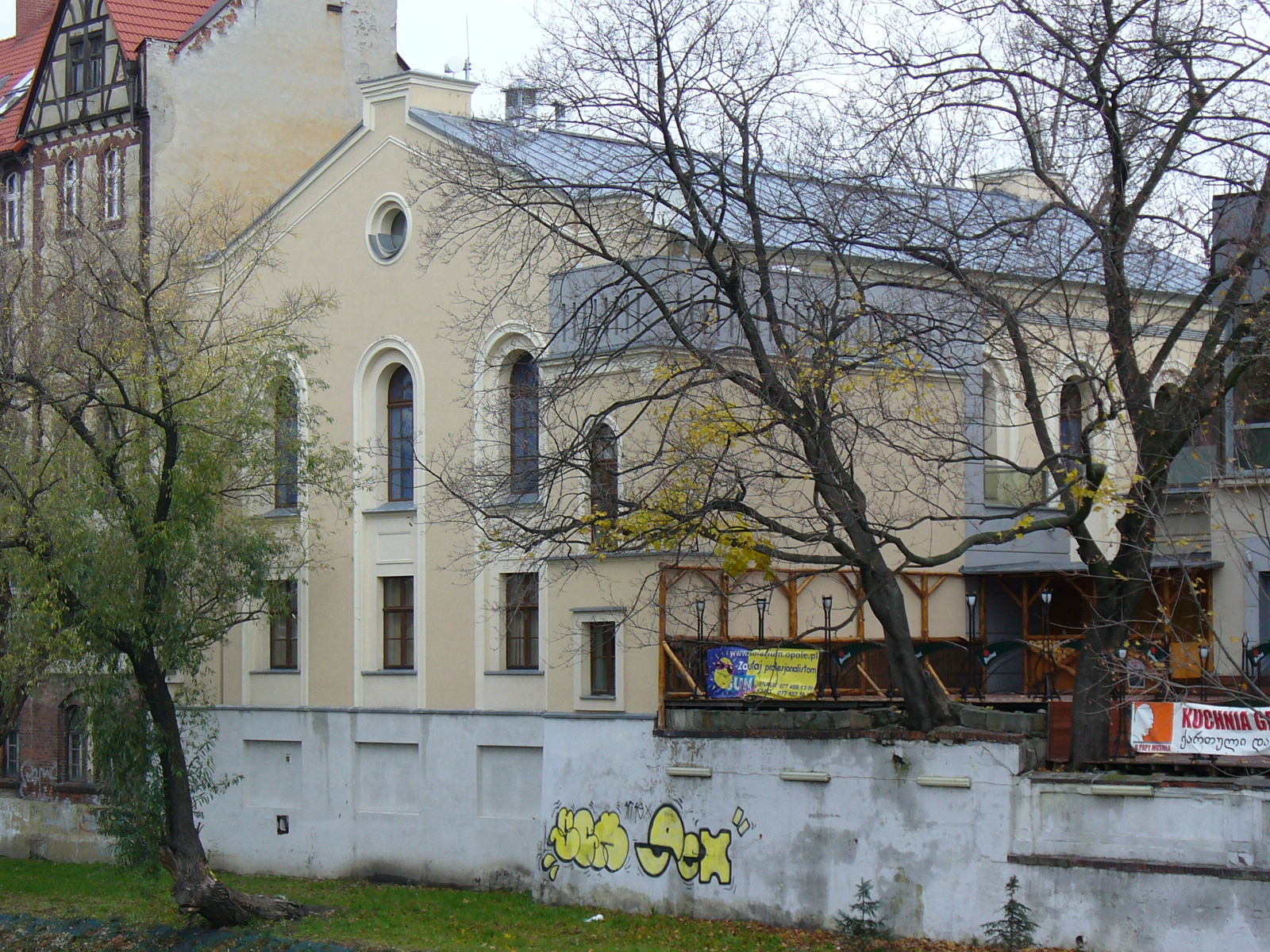
Ansicht vom Mühlgraben

Die ehemalige Synagoge von Oppeln (heute Opole) aus dem Jahr 1840 befand sich an der damaligen Hospitalstraße direkt am Mühlgraben. Sie wurde 1897 durch einen Neubau im Oppelner Vorort Wilhelmsthal ersetzt und wurde seitdem als weltliches Gebäude genutzt. Dadurch überstand das Gebäude die Zeit des Nationalsozialismus ohne Schäden.

## Geschichte
Die Synagoge wurde im Jahr 1840 erbaut. Zuvor stieg die Zahl der jüdischen Bevölkerung in Oppeln. Immer mehr Fabriken und Geschäfte wurden von Juden in der Stadt gegründet, wie zum Beispiel die Brauerei von Marcus Friedländer oder die Zementfabriken im Umland. Vor 1840 waren die Gebetsräume bei jüdischen Unternehmern untergebracht, so zum Beispiel beim Bierbrauer am Ring oder beim Schuster in der Krakauerstraße. Nachdem diese aber viel zu klein wurden, entschloss man sich zum Bau der Synagoge an der Hospitalstraße (heute: ul. Szpitalna), direkt am Mühlgraben. An dieser Stelle stand einst eine städtische Badeanstalt.
Das Gebäude wurde im Stil des Klassizismus erbaut. Es hat einen quadratischen Grundriss mit den Maßen 14,7 m × 20 m.

### Neubau an der Hafenstraße
Nachdem das Gebäude für die wachsende Gemeine zu klein geworden war, ließ man eine neue Synagoge an der Hafenstraße auf der Pascheke bauen. Der letzte Gottesdienst fand am 21. Juni 1897 statt.

## Nachnutzung
Nachdem die jüdische Gemeinde in ihr neues Gotteshaus an der Hafenstraße gezogen war, wurde das ehemalige Gotteshaus versteigert. Erworben hatte das Gebäude eine Dame namens Emilia Schweizer, welche es aber wieder schnell an Erdmann Raabe, einen Verleger, verkaufte. Hier brachte er seine Oppelner Druckerei unter. Nur durch diesen Wechsel überstand das Gebäude die sogenannte Reichskristallnacht im Jahr 1938. Ab 1945 diente das Gebäude einer Bücherei, später dann dem polnischen Fernsehsender TVP Opole. 2006 wurde das Gebäude vom TV-Sender renoviert.